# ALGOL
|  | Aquest article tracta sobre el llenguatge de programació. Vegeu-ne altres significats a «Algol». |

ALGOL és l'acrònim d'ALGOrithmic Language. Aquest llenguatge imperatiu d'alt nivell va ser originalment desenvolupat a mitjans dels anys 1950, tenint com a primera versió oficial l'ALGOL58. El seu objectiu era evadir alguns dels problemes trobats a FORTRAN. La gran novetat del llenguatge, implementada en la majoria dels d'avui en dia, fou l'ús de blocs d'instruccions delimitats per parelles de "inici-fi" (begin-end). A més la seva sintaxi es va convertir en la manera estàndard de reportar els algoritmes durant molts anys. Tot i no fer-se famós en àmbits comercials (fora de les universitats), va influir clarament sobre posteriors llenguatges molt més famosos com Pascal, C, i Ada.
A més va tenir revisions i successions com qualsevol altre llenguatge viu (ALGOL60, ALGOL68, i ALGOL-W).
El programa "Hola món", en ALGOL, és el següent:
```
BEGIN
FILE F(KIND=REMOTE);
EBCDIC ARRAY E[0:8];
REPLACE E BY "HOLA MON!";
WRITE(F, *, E);
END.
```